# حزب رنجبران ایران
حزب رنجبران ایران یک حزب سیاسی با مشی چپ و کمونیستی در ایران و اپوزیسیون جمهوری اسلامی است که علیه این حکومت فعالیت می‌کند. حزب رنجبران در سال ۱۳۵۸ تأسیس شده‌است، اما قدمت بخشی از سازمان‌های تشکیل دهندهٔ آن به انشعاب مائوئیستی بهمن ۱۳۴۲ در حزب توده ایران بازمی‌گردد.
حزب رنجبران ایران در کمیته هماهنگی بین‌المللی احزاب و سازمان‌های انقلابی (ایکور) که از سال ۲۰۱۰ تشکیل شده عضویت دارد.

## حزب رنجبران ایران
۹ سازمان اصلی تشکیل‌دهندهٔ حزب رنجبران ایران، شامل «سازمان انقلابی» (قبلاً سازمان انقلابی حزب توده ایران)، «سازمان کمونرها»، «سازمان اتحاد مبارزه در راه ایجاد حزب طبقه کارگر»، «سازمان مارکسیستی-لنینیستی ایران (پرولتر)»، «گروه مبارزه در راه ایجاد حزب طبقه کارگر»، «بخشی از گروه مارکسیستی-لنینیستی اخگر»، «بخشی از گروه انقلابیون مارکسیست-لنینیست»، «گروه کمونیستی اندیمشک» و «محفل مارکسیستی-لنینیستی در راه ایجاد حزب کمونیست ایران» که «کمیتهٔ تدارک ایجاد حزب کمونیست ایران» را تشکیل داده‌بودند، در روز ۵ دی ۱۳۵۸ همزمان با صدمین سالگرد تولد حیدر عمواوغلی از بنیانگذاران و دبیر اول حزب کمونیست ایران و نیز هشتاد و هفتمین سالروز تولد مائو تسه‌تونگ با برگزاری کنگرهٔ اول «حزب رنجبران ایران» تأسیس این حزب را اعلام کردند.
«سازمان انقلابی حزب توده ایران» پس از اختلافات مابین حزب کمونیست چین به رهبری مائو تسه‌تونگ و حزب کمونیست شوروی به رهبری نیکیتا خروشچف سوی حزب کمونیست چین را برگزید و بنیانگذاران آن از حزب توده ایران جدا شده و «سازمان انقلابی حزب توده ایران» را بنیان گذاشتند. «سازمان انقلابی حزب توده ایران» در مخالفت با مشی سیاسی اتحاد جماهیر شوروی سوسیالیستی و «حزب کمونیست شوروی» این خط مشی را «رویزیونیستی» (تجدید نظر طلبی در اصول پایه‌ای مارکسیسم_لنینیسم) خوانده و همبستگی خود را با «حزب کمونیست چین» و «اندیشه مائو تسه تونگ» ابراز نمود.

## فعالیت‌های سیاسی تشکیلات در ایران

### پیش از انقلاب
می‌توان از مبارزات مسلحانه در فارس، مبارزات مسلحانه در کردستان، مبارزات و فعالیت‌های کارگری در ایران، تلاش برای نفوذ در میان کارگران ایرانی در منطقه خلیج فارس، قاچاق و پخش آثار کلاسیک مارکسیستی در ایران از طریق مرز افغانستان، ترجمه وسیع آثار کلاسیک مارکسیستی - لنینیستی به فارسی (آثار مارکس، انگلس، لنین، استالین و مائو)، آموزش‌های نظامی در چین و کوبا، تأسیس رادیوهای فارسی‌زبان در چین و عراق، نفوذ گسترده در میان بخشی از دانشجویان ایرانی در خارج از کشور معروف به «کنفدراسیون دانشجویان ایرانی در خارج از کشور» و ارسال مخفی کادرهای خود به داخل ایران را نام برد.
از رهبران معروف سازمان انقلابی می‌توان از محسن رضوانی، علی صادقی، عباس صابری، پرویز واعظ زاده مرجانی، گودرز برومند، گرسیوز برومند، عطاء کشکولی، ایرج کشکولی، هوشنگ امیرپور، فرامرز وزیری، خسرو صفائی و دیگران نام برد. ساواک توانست با فراری دادن ساختگی سیروس نهاوندی و و نزدیک کردن او به سازمان انقلابی و شخص پرویز واعظ زاده مرجانی، ضربات سختی را به این سازمان وارد کند.
سازمان انقلابی تا قبل از پیروزی انقلاب اسلامی در کنار «حزب توده ایران» و «سازمان چریک‌های فدائی خلق ایران» از مطرح‌ترین و فعالترین سازمان‌ها و احزاب چپ ایران بود. یکی از مشخصه‌های این تشکل نزدیکی و الگو برداری از انقلاب چین و مائوئیسم بود. تئوری چینی «محاصره شهرها از طریق دهات» برای سرنگونی رژیم سلطنتی در ایران و حمایت و اشاعه «تئوری سه جهان» از سوی این سازمان در ایران نمایندگی می‌شد. پس از درگذشت مائو این سازمان همچنان از سیاست‌های جانشینان مائو به‌ویژه «دنگ سیائو پینگ» دفاع کرده و چین را سوسیالیستی ارزیابی می‌کرد و مدافع تئوری سه جهان باقی ماند.

### پس از انقلاب
پس از پیروزی انقلاب اسلامی در سال ۱۳۵۸ این سازمان به همراه «سازمان کمونرها» و سازمان اتحاد مبارزه در راه ایجاد حزب طبقه کارگر ایران و چند تشکل کوچکتر حزب رنجبران ایران تشکیل دادند. «سازمان انقلابی» و بعدها «کمیته تشکیل دهنده حزب رنجبران ایران» از انقلاب اسلامی و حکومت اسلامی (دولت مهدی بازرگان) به عنوان یک انقلاب ضد امپریالیستی و یک دولت ملی دفاع کرده و به انتخابات جمهوری اسلامی آری یا نه پاسخ مثبت دادند. این جریان با درگیری‌های کردستان و ترکمن صحرا در ابتدای پیروزی انقلاب به مخالفت برخاست و خواستار پایان دادن به این درگیری‌ها بود و احزاب کُرد و ترکمن را در این درگیری‌ها بی تقصیر نمی‌دانست.
به مرور زمان حزب رنجبران با جناح «بهشتی-رفسنجانی-خامنه‌ای» فاصله گرفت و از جناح «بنی صدر» به دفاع برخاست. در انتخابات ریاست جمهوری از «ابوالحسن بنی صدر» دفاع کرده و در دفتر ریاست جمهوری ابوالحسن بنی صدر هم همکاری آشکار و پنهان داشت. در جنگ ایران و عراق این حزب «دفاع از میهن در برابر تجاوز امپریالیستی» را شعار خود قرار داد و فعالانه در جنگ شرکت کرد. تعدادی از اعضای این حزب در جنگ کشته ویا توسط رژیم شناسائی و تیر باران شدند. از مشهورترین آنان می‌توان به دانشمند معروف «ایرج فرهومند» اشاره نمود. با آغاز سرکوب‌های وسیع از سوی رژیم جمهوری اسلامی و فرار بنی صدر، حزب رنجبران ایران نیز دست از سیاست خود برداشت و به مخالفت با «جمهوری اسلامی» پرداخت. حزب رنجبران در مناطق شمال (گرگان و گلستان) و جنوب ایران (فارس) دست به مبارزه مسلحانه علیه جمهوری اسلامی زده و تعداد زیادی از اعضای خود را از دست داد. بخشی از رهبری این حزب برای ادامه فعالیت مسلحانه و تدارک کنگره به کردستان ایران نقل مکان کرده وبخش دیگری معروف به «کمیته تهران» با مخالفت با مشی مسلحانه و تأکید بر مبارزه توده‌ای علیه جمهوری اسلامی به انشعاب دست می‌زند. از معروف‌ترین رهبران سیاسی این جناح می‌توان از «فرامرز وزیری» نام برد؛ که توسط جمهوری اسلامی تیرباران شد.
حزب رنجبران با برگزاری کنگره‌ای در کردستان از گذشته خود انتقاد تندی کرد (نقد سیاست‌های مماشات با نظام اسلامی و تئوری سه جهان) و بخشی از رهبری را که مسئول همکاری با «جمهوری اسلامی» می‌دانست از این حزب اخراج نمود.
رهبری فعلی حزب رنجبران ایران در خارج از کشور مستقر است. از مسئولان سیاسی و هیئت تحریریه فعلی حزب رنجبران ایران می‌توان از «ک. ابراهیم»، «ر. ناظمی» و «یونس پارسابناب» نام برد. این حزب از خط سیاسی گذشته خود فاصله گرفته و امروز به جای مارکسیسم-لنینیسم اندیشه مائو از «سوسیالیسم علمی» یا «کمونیسم علمی» سخن می‌گوید.

## رسانه‌ها
ارگان مرکزی حزب رنجبران ایران نشریهٔ «رنجبر» است که دورهٔ سوم آن هم‌اکنون در حال انتشار است.
حزب رنجبران در دههٔ ۱۳۷۰ و ۱۳۸۰ و پس از انتقال رهبری حزب به اروپا که در سال ۱۹۹۱ اتفاق افتاد، نشریه‌ای به نام «بولتن نظرات» را منتشر می‌کرد که مقالات، نامه‌ها، گزارش‌ها و اعلامیه‌های مختلفی را دربرمی‌گرفت و مطالب مندرج در آن لزوماً نشان‌دهندهٔ دیدگاه‌های رسمی و مصوبات کنگره‌های حزب نبود.
حزب رنجبران اقدام به راه‌اندازی یک تلویزیون اینترنتی به نام «تلویزیون رنجبران» کرد که پخش آزمایشی آن از اردیبهشت ۱۳۸۷ آغاز و در اسفند ۱۳۸۷ متوقف شد.
این حزب در گذشته دارای وبگاه‌های متعدد اینترنتی مانند «وبگاه زبان‌های خارجی»، «خبرنامه کارگری حزب رنجبران ایران» و «رنجبرآنلاین» بود، اما هم‌اکنون به جز پایگاه اینترنتی رسمی «حزب رنجبران ایران»، تنها وب‌سایت خبری-تحلیلی «آیینهٔ روز» را به‌روز می‌کند.

### نشریهٔ «رنجبر»
حزب رنجبران ایران نشریهٔ «رنجبر» را به عنوان ارگان مرکزی خود منتشر می‌کند. نشریهٔ رنجبر تا قبل از انقلاب به صورت مخفی و زیرزمینی توسط سازمان انقلابی به چاپ می‌رسید. پیش از انقلاب انتشار دورهٔ اول این نشریه از هفتهٔ آخر اسفند ۱۳۵۷ آغاز شد و تا دی ۱۳۵۸ ادامه یافت. در این دوره ۴۴ شماره از این نشریه انتشار یافت. انتشار دورهٔ اول «رنجبر» تا شمارهٔ ۳۸ به عنوان «ارگان مرکزی سازمان انقلابی» و به صورت هفته‌نامه انجام می‌شد، اما از شمارهٔ ۳۹ (۲۰ آذر ۱۳۵۸) هفته‌ای سه شماره از آن به عنوان ارگان سازمان‌ها و گروه‌های متشکله در «کمیتهٔ تدارک ایجاد حزب کمونیست ایران» انتشار یافت. در این دوره مدیرمسئولی «رنجبر» را علی حجت و سردبیری آن را فرامرز وزیری بر عهده داشت.
دورهٔ دوم انتشار «رنجبر» از ۸ دی ۱۳۵۸ همزمان با برگزاری کنگرهٔ اول حزب رنجبران آغاز شد و تا ۲۷ شهریور ۱۳۵۹ ادامه یافت. در این دوره ۱۰۳ شماره از این نشریه به عنوان «ارگان حزب رنجبران ایران» انتشار یافت. در دورهٔ دوم نیز مدیرمسئولی «رنجبر» را علی حجت و سردبیری آن را فرامرز وزیری بر عهده داشتند. پس از مدتی انتشار دورهٔ سوم نشریهٔ «رنجبر» به عنوان «ارگان مرکزی حزب رنجبران ایران» از اردیبهشت ۱۳۸۴ آغاز شد که تاکنون نیز ادامه داشته‌است.